# Otto Flugzeugwerke
Otto Flugzeugwerke var en tysk flygplansfabrik i München Tyskland.
Företaget grundades av Gustav Otto 1911 vid Oberwiesenfeld (nuvarande olympiaparken) i München för att tillverka dubbeldäckade skolflygplan till tyska krigsmakten. På den tiden låg Münchens flygplats där idag Olympiasstadion ligger. Närheten till flygplatsen betydde att utprovningen av företagets konstruktioner underlättades. 
1916 försattes företaget i konkurs och konkursboet slogs samman med Rapp-Motorenwerke GmbH. Ledningen för det nya företaget togs över av Franz Josef Popp, som såg till att det byggdes upp nya verkstadslokaler och man inledde en tillverkning av flygplan på licens från Albatross. Som motorkonstruktör anställdes ingenjören Max Friz som tidigare arbetat vid Daimler i Stuttgart. Det nya sammanslagna bolaget bytte namn till Bayerische Flugzeugwerke AG (BFW) 25 juli 1917.